# RTON Słupsk
RTON Słupsk – Radiowo-Telewizyjny Ośrodek Nadawczy w Słupsku. Wieża RTV o wysokości 80 m (90 z antenami) przy ul. Banacha 6. Ośrodek zbudowany w 1991 r. Właścicielem jest Emitel Sp. z o.o.

## Parametry
- wysokość posadowienia podpory anteny: 41 m n.p.m.
- wysokość zawieszenia systemów antenowych: TV: 84 m n.p.t.

## Transmitowane programy

### Programy telewizyjne - cyfrowe
| Skład multipleksu                                                                              | Częstotliwość | Kanał | Moc nadajnika | Polaryzacja | Kompresja |
| ---------------------------------------------------------------------------------------------- | ------------- | ----- | ------------- | ----------- | --------- |
| MUX 3 - TVP1 HD - TVP2 HD - TVP3 Gdańsk - TVP Kultura - TVP Historia - TVP Sport - TVP Info HD | 490 MHz       | 23    | 0,8 kW        | pozioma     | MPEG-4    |

### Programy telewizyjne
Programy telewizji analogowej zostały wyłączone 20 maja 2013 r.
| LP | Program | Właściciel                  | Częstotliwość | Kanał | Moc nadajnika | Moc ERP koncesyjna |
| -- | ------- | --------------------------- | ------------- | ----- | ------------- | ------------------ |
| 1  | Polsat  | Telewizja Polsat Sp. z o.o. | 575,25 MHz    | 34    | 0,2 kW        | 1 kW               |
| 2  | TVP2    | Telewizja Polska S.A.       | 695,25 MHz    | 49    | 2 kW          | 15 kW              |

## Kontrowersje
Mieszkańcy dzielnicy Zatorze, w której znajduje się wieża wielokrotnie organizowali protesty. Nawoływali do zlikwidowania nadajnika, argumentując to rzekomym wzrostem zachorowań i zgonów w tym rejonie, które miały mieć związek ze szkodliwym wpływem wieży na zdrowie ludzkie. Temat likwidacji nadajnika wraca co kilka lat